# グラント・ハート
グラント・ハート（Grant Hart、出生名：グランツベルグ・ヴァーノン・ハート Grantzberg Vernon Hart、1961年3月18日 - 2017年9月14日）は、アメリカ合衆国のミュージシャン、シンガーソングライター。ハスカー・ドゥのドラマーとしてデビュー、フロントマンのボブ・モールドと共にソングライターを担当した。バンド解散後はNova Mobというバンドを結成しボーカル、ギターを担当。

## 略歴
ミネソタ州のセントポールに生まれる。10歳の頃に兄を飲酒運転の事故で亡くし、ハートはその兄が持っていたドラムセットを受け継ぎ、様々なバンドで演奏するようになる。ハートは働いていたレコード店でボブ・モールドと出会い、親しい仲となる。1979年に2人は友人だったグレッグ・ノートンと共にハスカー・ドゥを結成する。
ハスカー・ドゥは'80年代に多くのファンや支持者を増やしたが、ハートは'80年代中盤以降ヘロイン中毒に陥り、ハートとモールドはドラッグの件や創作面で確執を深めるようになっていった。1987年に行われたミズーリ州コロンビアでの公演後、バンドは解散する。
バンド解散後の1988年、ハートはSSTよりEP『2541』でソロデビューを果たす。その後はアルコールやドラッグを断ち、1989年にはソロアルバム『Intolerance』、1990年にはEP『All of My Senses』をリリースし、ソロ活動に力を入れていく。また1989年にNova Mobを結成し、ハートはボーカルとギターを担当した。Nova Mobは2枚のアルバムと1枚のEPをリリースした後解散した。
'90年代中盤からは再びソロ活動を開始し、1996年にライブ・アルバム『Ecce Homo』、1999年に2ndソロ『Good News for Modern Man』をリリース。2004年には癌の治療中だったソウル・アサイラムのベーシスト、カール・ミュラーを支援するための慈善コンサートでボブ・モールドとステージ上で共演した。2009年に10年ぶりのソロアルバム『Hot Wax』をリリース。レコーディングにはゴッドスピード・ユー!・ブラック・エンペラーのメンバーが参加した。2013年にもソロアルバム『The Argument』をリリース。2017年9月14日、癌との闘病の末、56歳で亡くなった。

## 作品

### ソロアルバム
- Intolerance （1989年）
- Ecce Homo （1996年） ※ライブ・アルバム
- Good News for Modern Man （1999年）
- Hot Wax （2009年）
- Oeuvrevue （2010年） ※コンピレーション・アルバム
- The Argument （2013年）

### EP
- 2541 （1989年）
- All of My Senses （1990年）

### Nova Mob
- Last Days of Pompeii （1991年）
- Nova Mob （1994年）